# Мосты (станция)
Мосты (бел. Масты́) — станция Барановичского отделения Белорусской железной дороги в Мостовском районе Гродненской области Беларуси. Расположена в городе Мосты, на линии Гродно — Барановичи-Полесские, Лида — Мосты.

## История

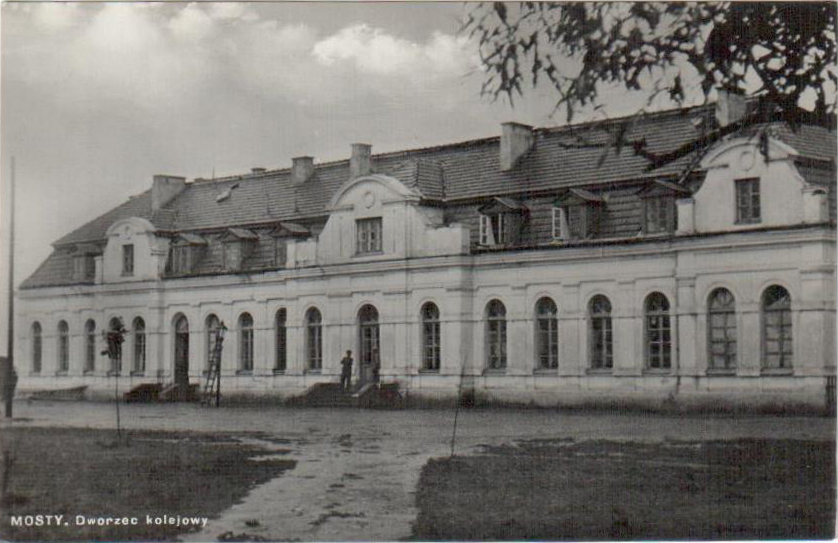
Железнодорожная станция до 1919 года

В 1886 году на месте лесопильного завода в Мостах была открыта железнодорожная станция. 
Эта двухэтажная постройка рассматривается как яркий образец стиля модерн. Ее современный облик сложился после окончания Второй мировой войны, во время которой железнодорожный вокзал в Мостах был поврежден, а затем восстановлен.
Началось движение поездов на построенных железных дорогах, которые до 1907 года соединили Мосты с Гродно, Лидой и Волковыском. 
В 1893–1907 гг. на железнодорожной станции работало шпалопропитное предприятие. 
А. И. Новик в районной газете «Зара над Нёманам» за 30 декабря 2006 года сообщает, что в музее истории Барановичского отделения Белорусской железной дороги сохранилась телеграмма за номером 10 от 3 января 1907 года в адрес начальника управления по строительству железной дороги: «Сегодня 1 января линия Полоцк — Волковыск и ветви Мосты — Гродно переданы в управление Николаевской дороги и по ним открыто правильное движение. Тимофеев». Николаевская дорога первоначально называлась Петербург — Московской. Была открыта 1 октября 1851 года, а в 1855 года переименована в Николаевскую. С 1907 года она стала включать еще линию Бологое — Полоцк — Седлец и ветку Мосты — Гродно.
Со 2 декабря 1939 года железнодорожная станция Мосты стала относиться к Лидскому отделению движения Белостоцкой железной дороги. 
Рядом со станцией расположены водонапорная башня, ремонтное депо XX века.

## Описание
29 регулярных поездов проходят через железнодорожную станцию Мосты.
Список регионов, которые соединены маршрутами поездов, проходящими через эту железнодорожную станцию: Минская область, Брестская область, Гродненская область, Гомельская область, Могилёвская область, Витебская область.
На железнодорожной станции "Мосты" можно прибрести билеты до населённых пунктов: Минск, Барановичи, Дзержинск, Гродно, Жлобин, Калинковичи, Гомель, Бобруйск, Столбцы, Слоним, Зельва, Скидель, Марьина Горка, Светлогорск, Василевичи, Осиповичи, Волковыск, Лида, Молодечно, Смолевичи, Крупки, Толочин, Могилёв, Заславль, Костюковичи, Кричев, Жодино, Орша, Шклов, Климовичи, Борисов, Чаусы, Ляховичи, Микашевичи, Ганцевичи, Житковичи, Лунинец и др.
Среднее время остановки на ж/д станции "Мосты" составляет 9 минут.
Самое длительное время стоянки составляет 33 минуты для поезда, следующего по маршруту 631Б Минск — Гродно.